# Thomas Gray

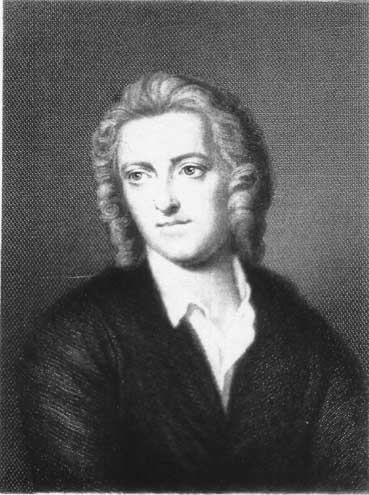
Thomas Gray.

Thomas Gray (Londres, 26 de diciembre de 1716 – Cambridge, 30 de julio de 1771), fue un poeta inglés del prerromanticismo, erudito clásico y profesor de historia en la Universidad de Cambridge, uno de los poetas de cementerio.
Considerado uno de los hombres más eruditos de su época. Su poesía no es muy abundante, pero sí selecta. 
Su obra más conocida es Elegía sobre un cementerio de aldea (Elegy Written in a Country Churchyard, 1751), que se cree que escribió en el cementerio de Stoke Poges, Buckinghamshire. Otras obras: El bardo y Progreso de la poesía.